# Henri Cartier-Bresson

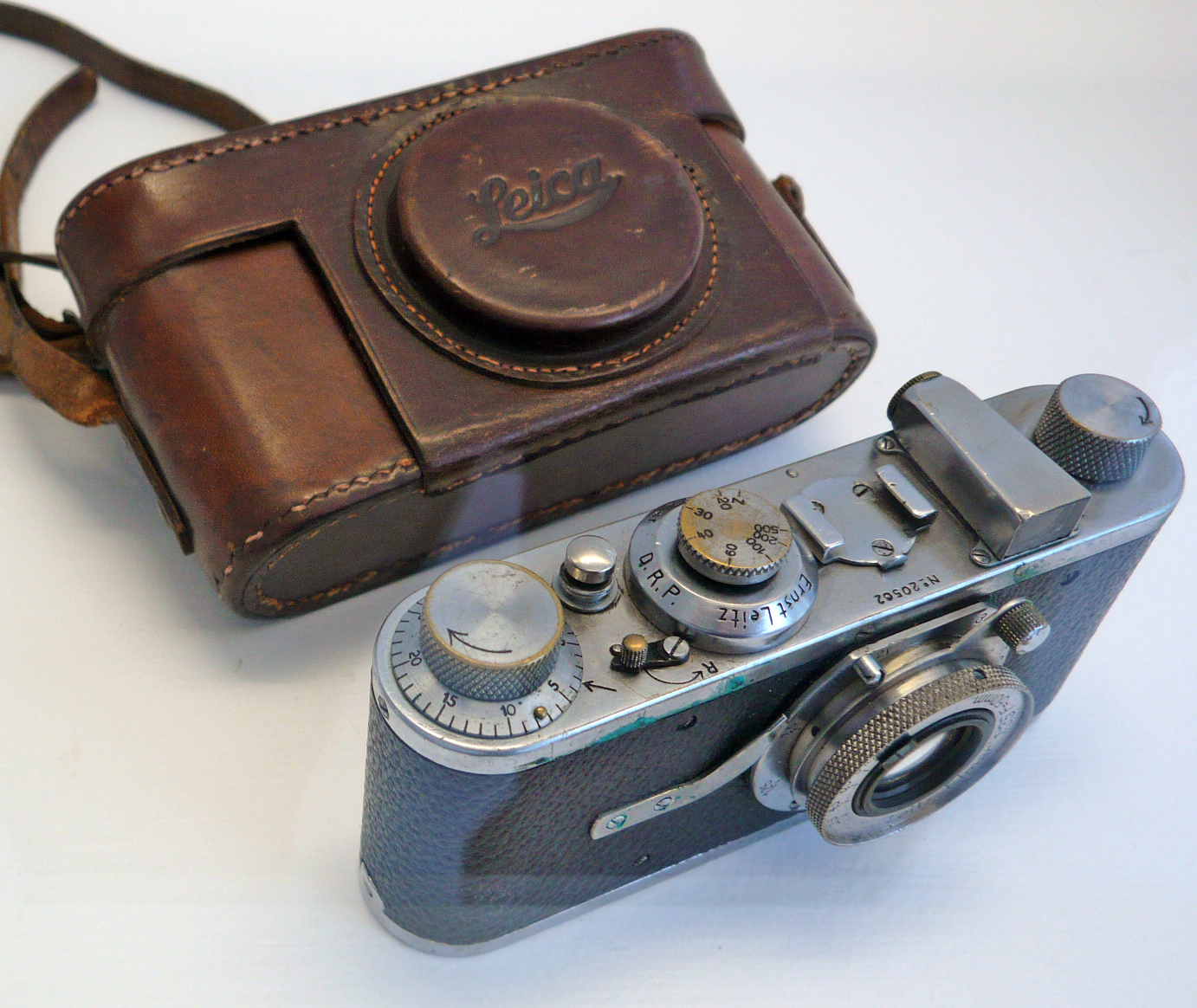
Henri Cartier-Bressons första Leica.

Henri Cartier-Bresson (HCB), född 22 augusti 1908 i Chanteloup-en-Brie i Seine-et-Marne, död 2 augusti 2004 i Montjustin i Alpes-de-Haute-Provence, var en fransk fotograf, ansedd som fotojournalistikens fader..
Han använde sig endast av Leicas 35 mm-mätsökarkameror med normalobjektiv - vid enstaka tillfällen även ett vidvinkelobjektiv för landskapsbilder. Tillsammans med Robert Capa och andra fotografer grundade han 1947 Magnum, det första fotokooperativet. Han var gift med den belgiska fotografen Martine Franck.

## Biografi
Henri Cartier-Bresson föddes den 22 augusti 1908 i Chanteloup-en-Brie, i en välbemedlad medelklassfamilj. Hans intresse för fotografi började redan som ung. Som pojke ägde Cartier-Bresson en Box Brownie (lådkamera) som han använde för att ta semesterbilder. Senare experimenterade han med en 3 1/4" x 4 1/4"-"view camera". Cartier-Bressons tidiga träning i konst (han studerade under två år måleri i en studio i Paris) utvecklade hans subtila och känsliga öga för komposition. Detta sågs som en av hans bästa tillgångar som fotograf.
Vid 22 års ålder, reste Cartier-Bresson 1931 till den västafrikanska vildmarken som jägare. Ett år senare återvände han till Frankrike efter att ha fått "blackwater fever", en form av malaria. Det var under återhämtningen som han först verkligen upptäckte fotografi. Han kom senare ihåg hur han "strövade på gatorna dagen lång, på helspänn och redo att slå ned på rov, fast besluten att "fånga" livet - att bevara livet i livsögonblicket."
När andra världskriget bröt ut tjänstgjorde Cartier-Bresson under en kort period i den franska armén. År 1940, under slaget om Frankrike tillfångatogs han av tyskarna. Efter två misslyckade försök lyckades han rymma från ett läger för krigsfångar och arbetade sedan för den franska motståndsrörelsen till krigets slut.
År 1946 arbetade han i mer än ett år i USA med en postum utställning som Museum of Modern Art i New York hade påbörjat, när man trodde att Bresson hade dött i kriget.
År 1947 var Cartier-Bresson med i bildandet av bildbyrån Magnum Photos. Uppdrag från stora tidningar tog honom genom Europa och USA till Indien, Ryssland och Kina. Många böcker med hans fotografier publicerades på 1950- och 1960-talet; den mest kända var The Decisive Moment ("det avgörande ögonblicket") från 1952. I The Decisive Moment sa Cartier-Bresson att det avgörande ögonblicket är:det simultana igenkännandet, på en bråkdels sekund, av betydelsen av en händelse samt den precisa organiseringen av formerna som ger den händelsen dess lämpliga uttryck... I fotografi kan det allra minsta vara ett jättebra motiv. Den lilla mänskliga detaljen kan bli ett 'leitmotif'.
En viktig milstolpe i hans karriär var den massiva retrospektiva 400-bildersutställningen som turnerade omkring mellan olika museum i USA, Europa, Kanada och Japan, med start 1955. . Han belönades med Hasselbladpriset 1982.
År 1974 inriktade han sig på sitt måleri, men tog fortfarande bilder på 90-talet.
Cartier-Bresson avled 2004 vid 95 års ålder.
Cartier-Bresson är representerad vid bland annat Museum of Modern Art, Moderna museet, Metropolitan Museum, Victoria and Albert Museum, British Museum, Museo Reina Sofía, National Gallery of Australia, National Gallery of Victoria, Cleveland Museum of Art, Nelson-Atkins Museum of Art, Art Institute of Chicago, Philadelphia Museum of Art, San Francisco Museum of Modern Art, Minneapolis Institute of Art, Tate Modern, National Gallery of Art, National Portrait Gallery, Saint Louis Art Museum,